# Quentin Garel
 (avril 2016).
Pour les articles homonymes, voir Garel.
Quentin Garel, né le 28 novembre 1975 à Paris, est un sculpteur français.

## Biographie
Quentin Garel, fils du sculpteur Philippe Garel, est diplômé de l’École nationale supérieure des beaux-arts de Paris (1998) et a été résident de la Casa Velazquez 69e promotion (1998-1999).
Sculpteur et dessinateur, ses œuvres souvent monumentales sont présentes dans de nombreux espaces publics. Elles ont pour thème principal les animaux et leurs squelettes.

## Œuvres dans l’espace public
- 2006 : Nanterre, Parc du chemin de l’île, (fonte de fer, six sculptures monumentales). Atelier Acanthe.
- 2009 : Lille, Jardin des géants : L’Allée des têtes cracheuses (fonte de fer, fontaine constituée de 28 éléments)
- Maîtrise d’œuvre , Agence Mutabilis, Atelier Acanthe paysagiste.
- 2012 : Rouen, Cité des métiers : Arbranimal (bronze, hauteur 700 cm)
- Maître d’œuvre : Artefact Architecture
- 2013 : Courbevoie-La Défense, Crosse de fougère, Tour Carpe Diem (12 éléments en bronze, H 400 cm)
- Maîtrise d’œuvre Mutabilis Paysage
- 2014 : Mulhouse, Fontaine place de la paix (120 éléments en bronze) – Maîtrise d’œuvre Mutabilis Paysage
- 2014 : Shunde Canton – Parc sino-français (Autruche, fonte de fer, 280 cm)

Collections publiques
- 2003 : Saint-Cyprien, centre d’art (Trophée de veau, bois polychrome)
- 2007 : Verona Galleria D’Arte Moderna e Contemporanea Palazzo Forti (Crane d’oiseau, bois)
- 2011 : Saint-Pierre-de-Varengeville Centre d’art contemporain de la MATMUT (Masque de gorille III, bronze)
- 2020 : Fonds départemental d'art contemporain de l'Essonne, Domaine de Chamarande (Tentacule II, bois, 2019)

## Prix
- 1995 : Paris, Académie des beaux-arts de Paris, prix de dessin
- 1998-2000 : Résident de la Casa Velazquez, Madrid
- 2001 : Monte Carlo, 23e Prix international d’art contemporain
- 2002 : Paris, Salon d'art contemporain de Montrouge, prix de sculpture
- 2002 : Paris, Fondation COFFIM, prix de sculpture
- 2003 : Paris, Académie des beaux-arts, prix de dessin
- 2004 : Paris, Salon de mai, prix de sculpture

## Expositions (sélection)
- 2002 : Paris, Galerie Vent d’ocre
- 2004 :
  - Paris, Galerie Vent d’ocre
  - Paris, Galerie RL Beaubourg
- 2005 : Bologne, Galleria Forni
- 2006 : Paris, Galerie RL Beaubourg
- 2007 : Palazzo Poggi, Bologne (Italie)
- 2009 :
  - Épinal, La Lune en parachute
  - Rouen, Galerie Duchoze
  - Milan, Galleria Forni
- 2010 : Bruxelles, Galerie Mazel
- 2011 : Saint-Riquier, Musée départemental
- 2012 :
  - Houston, Gremillion Gallery – Trophy
  - Paris, Galerie LJ
  - Bruxelles, Galerie Mazel
  - Rouen, Hôtel de Région Haute-Normandie,
  - Brescia, Galleria dell’Incisione, – Bestiario
- 2013 :
  - Paris, Galerie LJ
  - New York ; Bertrand Delacroix Gallery Gueule de bois
- 2014 : Rouen, Galerie Duchoze
- 2015 :
  - Arcueil Espace Julio Gonzalez, – Gueules de bois –
  - Paris, Galerie LJ[3]
  - Bruxelles, Galerie Mazel
- 2016 : Paris, Muséum national d'histoire naturelle, Galerie de paléontologie,– Le Magicien d’os[4],[5],[6]
- 2017 : En chair et en os, Galerie Got, Montréal[1]
- 2019 : Saint-Pierre-de-Varengeville, Centre d'art contemporain de la Matmut
- 2020 : 
  - Anomal, Domaine de Chamarande (du 25 janvier au 29 mars 2021)
  - Masquarade, Galerie LJ, Paris (du 28 novembre 2020 au 27 février 2021)

## Collection
Fonds départemental d'art contemporain de l'Essonne, Chamarande

### Ouvrages
- Alin Avila, Gueules de bois - Quentin Garel, Ed. Area revue, 2014
- Alin Avila, Quentin Garel - Trophée, Ed. Area revue, 2010

### Articles
- Lydia Harambourg, « Quentin Garel : Bestiaire », La Gazette Drouot, 9 novembre 2012
- « Étonnants Créateurs : Quentin Garel, Beauté Animal », Palace Costes, no 41, 2012
- Clémence Leboulanger, « L’Esprit loft chez un collectionneur », Elle Déco, 2011
- Lydia Harambourg, « Quentin Garel, bestiaire en liberté », La Gazette de l’Hôtel Drouot, 14 janvier 2011
- François-Xavier Gomez, « L’Oasis pour faune lilloise de Quentin Garel », Libération, 29 juin 2009
- Valérie Duponchelle, « Le Bestiaire de Quentin Garel », Le Figaroscope, 2009
- Lydia Harambourg, « Quentin Garel », La Gazette de l’Hôtel Drouot, 5 juin 2009, p. 302
- Christian Noorbergen, « Ces passeurs d’éternité sont nos repères d’âme », Artension Hors Série 2, 2007, p. 7
- Daphné Le Sergent, « Philippe et Quentin Garel », Area Revue(s), 2007, p. 132-136
- G. Oliver, « Creative Spark », Paris Voice, décembre 2003-janvier 2004
- Lydia Harambourg, « Quentin Garel et l’Histoire naturelle », La Gazette de l’Hôtel Drouot, 12 décembre 2003
- Valérie Duponchelle, « Le Jardin des traces de Quentin Garel », Le Figaro, 24 octobre 2003, p. 29
- Jean-Michel Collet, « Garel, l’artiste à la tête de veau », L’Indépendant, 17 juillet 2003
- « Trophée… de poulet », Art actuel, mai 2002
- Olivier Céna, « Gueules de bois », Télérama, 30 avril 2002, p. 75